# Провадийско
 Тази статия е за историко-географската област.  За общината вижте Провадия (община).  
Провадийско е историко-географска област в Североизточна България, около град Провадия.
Територията ѝ съвпада приблизително с някогашната Провадийска околия – днешните общини Провадия и Дългопол, основната част от общините Ветрино (без селата Белоградец и Ягнило от Новопазарско), Вълчи дол (без селата Бояна, Войводино, Генерал Киселово, Звънец, Оборище и Страхил от Варненско и Радан войвода от Новопазарско) и Девня (без село Падина от Варненско), както и селата Дъбравино, Синдел, Тръстиково и Царевци в община Аврен, Гроздьово и Нова Шипка в община Долни чифлик, Друмево и Кладенец в община Шумен, Бдинци и Вратарите в община Добрич-селска и Тръница в община Нови пазар. Разположена е в Източната Дунавска равнина. Граничи с Добричко на север, Варненско на изток, Поморийско и Айтоско на юг и Великопреславско, Шуменско и Новопазарско на запад.